# 柿木理紗
柿木 理紗（かきのき りさ、1985年4月22日 - ）は、東京都出身のファッションモデル。父親が日本人で母親がアルジェリア人。aoao所属。旧名義LISSA。妹にモデルの柿木アミナがいる。

## 来歴
2000年ヤングジャンプ『全国女子高生制服コレクション』の中学生編にてグランプリを獲得。その後、『SEVENTEEN』の専属モデルとなる。同誌を2004年に卒業後は、『Popteen』などに登場している。
2013年、ABP inc.からボン・イマージュに移籍した。

## 人物
- 趣味は音楽鑑賞
- 英語・フランス語が話せる
- 好きなスポーツはボクシング。

## テレビ

### ドラマ
- shin-D「ナツのツボミ」（日本テレビ・2001年）
- E's 危険な扉-愛を手錠で繋ぐ時-（テレビ朝日系・2001年）

### 映画
- 黄昏流星群 星のレストラン（2002年） - コンビニの店長 役

### その他テレビ番組
- THE夜もヒッパレ（日本テレビ系・2002年）
- フランス語会話（NHK教育・2002年）
- キングコングのあるコトないコト（メ〜テレ・2009年10月 - 2014年3月） - ウラドリガール1号
- 朝だ!生です旅サラダ（朝日放送制作全国ネット・2015年4月 - ） - 旅サラダガールズ（海外の旅担当）

### CM
- パナソニック：「ビエラ　ワンセグ」（2009年）
- マクドナルド：「プレミアムローストコーヒー　朝の￥サイン篇」（2009年7月）

## 雑誌
- MORE
- 台湾VOGUE

## ショー
- 「GINZA　TANAKA　&　YUMI　KATSURA　ゴールドティアラコレクション」
- 「アジアブライダルサミット2009 (YUMI　KATSURA)」